# Лауэнхаген
Лауэнхаген (нем. Lauenhagen) — община в Германии, в земле Нижняя Саксония.
Входит в состав района Шаумбург. Подчиняется управлению Нидернвёрен. Население составляет 1431 человек (на 31 декабря 2010 года). Занимает площадь 9,73 км².
Коммуна подразделяется на 2 сельских округа.
| Год  | Население |
| ---- | --------- |
| 1990 | 1281      |
| 1995 | 1400      |
| 2000 | 1467      |
| 2005 | 1500      |
| 2010 | 1425      |